# Коморы на летних Олимпийских играх 2008
Коморы принимали участие в Летних Олимпийских играх 2008 года в Пекине (Китай) в четвёртый раз за свою историю, но не завоевали ни одной медали. Сборную страны представляли три спортсмена. Как и на предыдущей Олимпиаде за Коморских остовов выступали мужчина и женщина легкоатлеты, а также впервые в истории коморский пловец.

## Результаты

### Лёгкая атлетика
Мужчины
| Спортсмен    | Дисциплина | Первый раунд | Первый раунд | Четвертьфинал        | Четвертьфинал        | Полуфинал            | Полуфинал            | Финал                | Финал                |
| Спортсмен    | Дисциплина | Время        | Место        | Время                | Место                | Время                | Место                | Время                | Место                |
| ------------ | ---------- | ------------ | ------------ | -------------------- | -------------------- | -------------------- | -------------------- | -------------------- | -------------------- |
| Мхаджу Юссуф | 100 м      | 10.62        | 6            | Завершил выступления | Завершил выступления | Завершил выступления | Завершил выступления | Завершил выступления | Завершил выступления |

Женщины
| Спортсменка  | Дисциплина | Первый раунд | Первый раунд | Четвертьфинал         | Четвертьфинал         | Полуфинал             | Полуфинал             | Финал                 | Финал                 |
| Спортсменка  | Дисциплина | Время        | Место        | Время                 | Место                 | Время                 | Место                 | Время                 | Место                 |
| ------------ | ---------- | ------------ | ------------ | --------------------- | --------------------- | --------------------- | --------------------- | --------------------- | --------------------- |
| Фета Ахамада | 100 м      | 11.88        | 6            | Завершила выступления | Завершила выступления | Завершила выступления | Завершила выступления | Завершила выступления | Завершила выступления |

### Плавание
Мужчины
| Спортсмен        | Дисциплина | Первый раунд | Первый раунд | Полуфинал            | Полуфинал            | Финал                | Финал                |
| Спортсмен        | Дисциплина | Время        | Место        | Время                | Место                | Время                | Место                |
| ---------------- | ---------- | ------------ | ------------ | -------------------- | -------------------- | -------------------- | -------------------- |
| Мухаммед Аттуман | 50 м в/с   | 29.63        | 91           | Завершил выступления | Завершил выступления | Завершил выступления | Завершил выступления |